# بيلا (إلهة)
بيلا (يُطلق عليها أحيانًا بِلاه Belah) هي تجسيد للشمس بين شعب أدنياماثانها الأصيل. إنها إلهة شمسية، وذلك يتناسب مع الاتجاهات العامة بين السكان الأصليين الأستراليين، الذين ينظرون إلى الشمس إلى حد كبير على أنها أنثى.

## الأسطورة
يقال إن بيلا من آكلي لحوم البشر، حيث تحمص ضحاياها على النار، مصدر ضوء الشمس. وللقيام بذلك، ففي أحد الأيام أرسلت كلابًا سوداء وحمراء لسحب ضحاياها، مما أدى إلى ذبح قرية بأكملها. وفي إحدى الأساطير، أصيب رجال السحلية كودنو ("جوانا") ومودا ("الوزغة") بالفزع من هذه الأعمال العدوانية، مما دفع بيلا إلى الفرار وترك العالم يغرق في الظلام الدامس. ولإعادتها، استخدم رجال السحلية أداة بومرنغ، وأمسكوا بها وجعلوها تتحرك في قوس بطيء عبر السماء، وبذلك أضاءت العالم. ولهذا العمل البطولي يحترم شعب أدنياماثانها السحالي، مثل: الغوانا، وأبو بريص. وهناك أسطورة مماثلة، وإن كانت غير ذات صلة على الأرجح، في جزيرة وودلارك.